# 松本美栄
松本 美栄（まつもと みえ）は、一般社団法人濃縮睡眠協会代表理事。東京・表参道の骨格矯正・睡眠デトックスサロン「プロスパービューティー」オーナーセラピスト。

## 著書
- 『誰でも簡単に疲れない身体が手に入る 濃縮睡眠®️メソッド』かんき出版、2019
- 『パフォーマンスが劇的に変わる 快眠習慣』自由国民社、2022

| スタブアイコン | サブスタブ | この項目は、まだ閲覧者の調べものの参照としては役立たない、人物に関連した書きかけの項目です。この項目を加筆・訂正などしてくださる協力者を求めています（P:人物伝/PJ:人物伝）。 |